# IC 3344
IC 3344 ist eine Zwerggalaxie vom Hubble-Typ dE? im Sternbild Coma Berenices am Nordsternhimmel. Sie ist schätzungsweise 53 Millionen Lichtjahre von der Milchstraße entfernt und hat einen Durchmesser von etwa 10.000 Lj. Die Galaxie ist unter der Katalognummer VCC 917 als Mitglied des Virgo-Galaxienhaufens gelistet.

Im selben Himmelsareal befinden sich u. a. die Galaxien NGC 4402, NGC 4446, IC 3355, IC 3382.
Das Objekt wurde am 10. Mai 1904 von Royal Harwood Frost entdeckt.